# El tiempo locura todo
El tiempo locura todo es el cuarto EP del cantautor mexicano Jósean Log. Se lanzó el 14 de agosto de 2020 en formato digital en México. Todas las canciones fueron escritas por Log. Fue producido por Lewis, y se distribuyo de forma independiente.
Cómo en sus miniálbumes anteriores, fusiona elementos de indie pop y folk pop. Contiene cinco canciones originales, del cual destacaron sencillos como; «Pruébame a ti» —que logró rebasar las 50 millones de reproducciones en Spotify— y «Si hay algo» —que alcanzó casi 20 millones en la misma platorma—.

## Antecedentes
El tiempo locura todo es un proyecto que explora la relación entre el humano y el paso del tiempo, abordando emociones intensas y experiencias personales. Cada tema refleja pensamientos sobre los altibajos y contradicciones internas. El título del EP, sugiere que el tiempo tiene el poder de transformar nuestras vidas.

## Recepción
En el sitio web Rate Your Music recibió una puntuación de 3.01 sobre 5 estrellas.

## Lista de canciones
| N.º   | Título                  | Escritor(es) | Duración |  |
| 1.    | «Si hay algo»           | Jósean Log   | 4:04     |  |
| 2.    | «Pruébame a ti»         | Jósean Log   | 3:13     |  |
| 3.    | «Cumbia del bienvenido» | Jósean Log   | 3:06     |  |
| 4.    | «Cuando te mueras»      | Jósean Log   | 3:33     |  |
| 5.    | «Algo se enciende»      | Jósean Log   | 3:34     |  |
| 17:30 |                         |              |          |  |

## Historial de lanzamiento
| País   | Fecha                | Formato(s)       | Sello                | Ref.  |
| ------ | -------------------- | ---------------- | -------------------- | ----- |
| México | 14 de agosto de 2020 | Descarga digital | Música independiente | [ 8 ] |